# 馬爾卡區
馬爾卡區（西班牙語：Distrito de Marca）是秘魯的一個區，位於該國北部安卡什大區的雷奈伊省，始建於1857年1月2日，面積184.84平方公里，海拔高度2,644米，2005年人口1,111，人口密度為每平方公里6.0人。